# Morrie’s Law
Morrie's law (dt. Gesetz von Morrie) ist eine spezielle trigonometrische Identität. Ihr Name geht auf den Physiker Richard Feynman zurück, der sie so bezeichnete, weil er sie während seiner Kindheit von einem Jungen namens Morrie Jacobs gezeigt bekommen hatte.

## Identität und Verallgemeinerung
Morrie’s law lautet:
{\displaystyle \cos(20^{\circ })\cdot \cos(40^{\circ })\cdot \cos(80^{\circ })={\frac {1}{8}}.}
Sie ist ein Spezialfall der folgenden allgemeineren trigonometrischen Identität:
{\displaystyle 2^{n}\cdot \prod _{k=0}^{n-1}\cos(2^{k}\alpha )={\frac {\sin(2^{n}\alpha )}{\sin(\alpha )}}.}
Für {\displaystyle n=3} und {\displaystyle \alpha =20^{\circ }} erhält man dann Morrie’s law, wenn man beachtet, dass
{\displaystyle {\frac {\sin(160^{\circ })}{\sin(20^{\circ })}}={\frac {\sin(180^{\circ }-20^{\circ })}{\sin(20^{\circ })}}=1}
gilt, wegen
{\displaystyle \sin(180^{\circ }-x)=\sin(x).}

## Weitere ähnliche Identitäten
Es existiert eine ähnliche Identität für die Sinusfunktion:
{\displaystyle \sin(20^{\circ })\cdot \sin(40^{\circ })\cdot \sin(80^{\circ })={\frac {\sqrt {3}}{8}}.}
Eine entsprechende Identität für die Tangensfunktion erhält man, wenn man die beiden vorherigen Identitäten durcheinander teilt:
{\displaystyle \tan(20^{\circ })\cdot \tan(40^{\circ })\cdot \tan(80^{\circ })={\sqrt {3}}=\tan(60^{\circ }).}

## Beweise

### Geometrischer Beweis

Reguläres Neuneck mit als Mittelpunkt seines Umkreises. Für die Winkel gilt:

Man betrachtet ein reguläres Neuneck {\displaystyle ABCDEFGHI} mit Seitenlänge  {\displaystyle 1}, weiterhin bezeichnet {\displaystyle M} den Mittelpunkt von {\displaystyle AB}, {\displaystyle L} den Mittelpunkt von {\displaystyle BF} und {\displaystyle J} den Mittelpunkt von {\displaystyle BD}. Die Innenwinkel des Neunecks betragen {\displaystyle 140^{\circ }}, zudem gilt {\displaystyle \gamma =\angle FBM=80^{\circ }},  {\displaystyle \beta =\angle DBF=40^{\circ }} and  {\displaystyle \alpha =\angle CBD=20^{\circ }} (siehe Zeichnung). Nun wendet man die Definition des Kosinus im rechtwinkligen Dreieck nacheinander auf die Dreiecke {\displaystyle \triangle BFM}, {\displaystyle \triangle BDL} und {\displaystyle \triangle BCJ} an und erhält so einen Beweis der Identität:
{\displaystyle {\begin{aligned}1&=|AB|\\&=2\cdot |MB|\\&=2\cdot |BF|\cdot \cos(\gamma )\\&=2^{2}|BL|\cos(\gamma )\\&=2^{2}\cdot |BD|\cdot \cos(\gamma )\cdot \cos(\beta )\\&=2^{3}\cdot |BJ|\cdot \cos(\gamma )\cdot \cos(\beta )\\&=2^{3}\cdot |BC|\cdot \cos(\gamma )\cdot \cos(\beta )\cdot \cos(\alpha )\\&=2^{3}\cdot 1\cdot \cos(\gamma )\cdot \cos(\beta )\cdot \cos(\alpha )\\&=8\cdot \cos(80^{\circ })\cdot \cos(40^{\circ })\cdot \cos(20^{\circ })\end{aligned}}}

### Algebraischer Beweis der allgemeinen Identität
Es gilt die folgende Formel für Winkelverdoppelung der Sinusfunktion:
{\displaystyle \sin(2\alpha )=2\sin(\alpha )\cos(\alpha ).}
Aufgelöst nach {\displaystyle \cos(\alpha )} erhält man:
{\displaystyle \cos(\alpha )={\frac {\sin(2\alpha )}{2\sin(\alpha )}}.}
Entsprechend folgt:
{\displaystyle {\begin{aligned}\cos(2\alpha )&={\frac {\sin(4\alpha )}{2\sin(2\alpha )}}\\[6pt]\cos(4\alpha )&={\frac {\sin(8\alpha )}{2\sin(4\alpha )}}\\&{}\,\,\,\vdots \\\cos(2^{n-1}\alpha )&={\frac {\sin(2^{n}\alpha )}{2\sin(2^{n-1}\alpha )}}.\end{aligned}}}
Multipliziert man nun alle rechten und alle linken Seiten miteinander, so erhält man:
{\displaystyle \cos(\alpha )\cos(2\alpha )\cos(4\alpha )\cdots \cos(2^{n-1}\alpha )={\frac {\sin(2\alpha )}{2\sin(\alpha )}}\cdot {\frac {\sin(4\alpha )}{2\sin(2\alpha )}}\cdot {\frac {\sin(8\alpha )}{2\sin(4\alpha )}}\cdots {\frac {\sin(2^{n}\alpha )}{2\sin(2^{n-1}\alpha )}}.}
Bei der rechten Seite handelt es sich um ein Teleskopprodukt, das heißt bis auf den letzten Sinusterm im Zähler und den ersten Sinusterm im Nenner kürzen sich alle Sinusterme weg und man erhält so die zu beweisende Gleichung
{\displaystyle \prod _{k=0}^{n-1}\cos(2^{k}\alpha )={\frac {\sin(2^{n}\alpha )}{2^{n}\sin(\alpha )}}.}